# Олд Джок
Олд Джок (Старина́ Джок, Ста́рый Джок, англ. Old Jock; 1859—1871) — английский фокстерьер, пользовавшийся известностью в конце XIX — начале XX века. Некоторое время жил в охотничьем питомнике, затем успешно участвовал в национальных конкурсах и выставках. Олд Джок, его главный соперник на выставках кобель Тартар (англ. Tartar) и кобель Трэп (англ. Trap) считаются основными родоначальниками современной породы фокстерьер. Кроме того, Олд Джок принял участие в формировании пород джек-рассел-терьер и денди-динмонт-терьер.

## Ранние годы
Согласно записи в племенном журнале Кеннел-клуба, Олд Джок появился на свет в 1859 году в питомнике Руффорд (англ. Rufford Kennels) благодаря селекционным усилиям капитана Перси Уильямса (англ. Percy Williams) или Джека Моргана (англ. Jack Morgan), тогдашнего егеря питомника Гроув (англ. Grove Kennels). Родителями Олд Джока были охотничьи терьеры — кобель Джок (англ. Old Jock) и сука Гроув Пеппер (англ. Grove Pepper). Джок принадлежал капитану Уильямсу, Гроув Пеппер — Моргану. В работе У. Д. Друри (англ. W. D. Drury) «Британские собаки, их оценка, отбор и подготовка к выставкам» (англ. British Dogs, Their Points, Selection, and Show Preparation, 1903) утверждалось, что на самом деле Олд Джок родился в питомнике Куорн (англ. Quorn Kennels), а запись в племенном журнале Кеннел-клуба была ошибочной.
Олд Джок был терьером преимущественно белого окраса, с коричневой подпалиной на левом ухе и чёрным пятном у основания хвоста. При жизни его вес составлял от 7,3 до 8,2 кг. У него были сильные ноги и развитая грудная клетка. Когда Олд Джок худел, его внешний вид заставлял предположить отсутствие одного ребра, однако задние конечности и поясница были вполне крепкими и соразмерными остальным частям тела. По оценке британского кинолога Родона Ли (англ. Rawdon Lee), отдельно отметившего хорошо поставленные уши и крепкие челюсти, Олд Джок представлял собой образец «симметричного терьера». Считалось, что он значительно меньше напоминал бультерьера, чем его конкурент Тартар.
Олд Джок провёл два охотничьих сезона в питомнике Гроув. Его хвост был купирован, хотя и не так коротко, как предписывал обычай того времени.

## Карьера
Главным соперником Джока на выставках был кобель Тартар, по слухам, более умелый крысолов, чем его конкурент. Сообщалось, что Джок никогда не убивал крыс. Его способность результативно охотиться на лис также считалась «мифом».
В 1862 году в рамках Национальной выставки в Бирмингеме была организована выставка-конкурс в классе «Белые и другие гладкошёрстные английские терьеры, кроме чёрных и тан» (англ. White and Other Smooth-haired English Terriers, except Black and Tan) с участием двадцати четырёх фокстерьеров. Первое место занял Олд Джок, второе — Олд Трэп, принадлежавший м-ру Бейли (англ. Mr. Bayly), третье — Джек м-ра Стивенсона (англ. Mr. Stevenson). Победа Олд Джока впервые привлекла внимание широкой публики к новой породе.
На выставке-чемпионате в Хрустальном дворце в 1870 году, для участия в которой требовалась победа на другом конкурсе, Олд Джок занял второе место. Победителем стал чёрно-подпалый терьер по кличке Триммер (англ. Trimmer). Остальные места поделили между собой участники, также внёсшие значительный вклад в формирование породы фокстерьер: Олд Трэп м-ра Мёрчисона (англ. Mr. Murchison), Джоко (англ. Jocko) м-ра У. Дж. Харрисона (англ. Mr. W. J. Harrison), Тайрент (англ. Tyrant), Хорнет (англ. Hornet) и Тартар м-ра Ф. Сейла (англ. Mr. F. Sale), Баунс (англ. Bounce) маркиза Хантли, Квиз (англ. Quiz) м-ра Бьюли (англ. Mr. Bewley) и м-ра Карсона (англ. Mr. Carson), Чэнс (англ. Chance) м-ра У. Гэммона (англ. Mr. W. Gammon). Выступление на чемпионате стало последним публичным появлением Олд Джока.
Всего за свою карьеру, начиная с конкурса в Бирмингеме в 1862 году и заканчивая выставкой в Хрустальном дворце в 1870 году, Джок выиграл 33 первых приза (из них восемь в чемпионском классе) и четыре вторых приза.

## Смерть и наследие

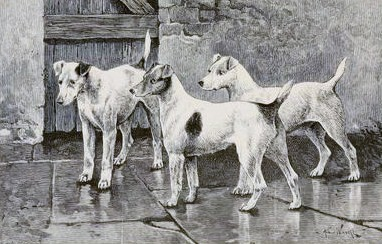
Олд Джок (крайний слева), Гроув Неттл (Grove Nettle) и Тартар — родоначальники современной породы фокстерьер

Перед выставкой в Хрустальном дворце в 1870 году Олд Джок, и прежде неоднократно менявший хозяина, был продан м-ром У. Кроппером (англ. Mr. W. Cropper) м-ру Дж. Х. Мёрчинсону (англ. Mr. J. H. Murchinson) за сумму около 60 фунтов стерлингов (около 5850 фунтов стерлингов по курсу середины 2023 года) — предположительно стоимость собаки на вес серебра. Мёрчинсон стал последним владельцем фокстерьера, умершего в 1871 году.
Родоначальниками всех современных линий фокстерьеров считаются кобели Олд Джок, Олд Трэп и Тартар; при этом наиболее выраженными чертами терьера из всех троих обладал именно Олд Джок. Британский священник и собаковод Джон Рассел, создатель породы джек-рассел-терьер, утверждал, что использовал для её выведения Олд Джока. Кроме того, Олд Джок принял участие в формировании отдельных элементов породы денди-динмонт-терьер. Первые фокстерьеры в Австралии были потомками Олд Джока, Гроув Неттл и нескольких других английских фокстерьеров того времени.